# Thomas Littledale
Thomas Alfred Royds Littledale (* 2. April 1850 in Liverpool; † 4. Dezember 1938 in Saint-Jean-de-Luz, Frankreich) war ein britischer Segler.

## Erfolge
Thomas Littledale gewann 1908 in London bei den Olympischen Spielen in der 12-Meter-Klasse die Silbermedaille. Bei der auf dem Firth of Clyde in Schottland ausgetragenen Regatta traten lediglich die beiden britischen Boote Hera und Mouchette, zu deren Crew Littledale gehörte, in zwei Wettfahrten gegeneinander an. Die Hera gewann beide Wettfahrten, sodass neben Littledale und Skipper Charles MacIver auch die übrigen Crewmitglieder John Jellico, James Baxter, William Davidson, James Spence, J. Graham Kenion, Charles MacLeod-Robertson, John Adam und Charles R. MacIver den zweiten Platz belegten.